# Список держав та залежних територій Америки

Америка на земній кулі

Аме́рика — частина світу в західній півкулі Землі, що поділяється на два континенти або материки — Північну і Південну Америку.
Загальна площа — приблизно 42,5 млн км². Населення — 910 720 588 (2008). На території Америки розташовані 35 незалежних держав та 21 залежна територія.

## Пояснення до списку
Країни в списку згруповані за алфавітом.
Кольорами позначені:

## Незалежні держави

### Північна Америка
| Прапор | Мапа | Назва офіційна назва        | Назва державною мовою                | Форма правління        | Валюта           | Столиця   | Площа     | Населення |
| ------ | ---- | --------------------------- | ------------------------------------ | ---------------------- | ---------------- | --------- | --------- | --------- |
|        |      | Канада                      | англ. Canada фр. Canada              | Конституційна монархія | Канадський долар | Оттава    | 9 984 670 | 34 300,1  |
|        |      | США Сполучені Штати Америки | англ. USA (United States of America) | Республіка             | Долар США        | Вашингтон | 9 826 675 | 313 847,5 |

### Центральна Америка
| Прапор | Мапа | Назва офіційна назва                 | Столиця       |
| ------ | ---- | ------------------------------------ | ------------- |
|        |      | Беліз                                | Бельмопан     |
|        |      | Гватемала Республіка Гватемала       | Гватемала     |
|        |      | Гондурас Республіка Гондурас         | Тегусігальпа  |
|        |      | Коста-Рика Республіка Коста-Рика     | Сан-Хосе      |
|        |      | Мексика Мексиканські Сполучені Штати | Мехіко        |
|        |      | Нікарагуа Республіка Нікарагуа       | Манагуа       |
|        |      | Панама Республіка Панама             | Панама        |
|        |      | Сальвадор Республіка Ель-Сальвадор   | Сан-Сальвадор |

### Південна Америка
| Прапор | Мапа | Назва офіційна назва                          | Назва державною мовою                                                                 | Форма правління | Валюта                 | Столиця      | Площа     | Населення   |
| ------ | ---- | --------------------------------------------- | ------------------------------------------------------------------------------------- | --------------- | ---------------------- | ------------ | --------- | ----------- |
|        |      | Аргентина Аргентинська Республіка             | ісп. Argentina (República Argentina)                                                  | Республіка      | Аргентинський песо     | Буенос-Айрес | 2 780 400 | 42 192 494  |
|        |      | Болівія Багатонаціональна Держава Болівія     | ісп. Bolivia (Estado Plurinacional de Bolivia)                                        | Республіка      | Болівіано              | Сукре        | 1 098 581 | 10 290 003  |
|        |      | Бразилія Федеративна Республіка Бразилія      | порт. Brasil (República Federativa do Brasil)                                         | Республіка      | Бразильський реал      | Бразиліа     | 8 514 877 | 199 321 413 |
|        |      | Венесуела Боліварианська Республіка Венесуела | ісп. Venezuela (República Bolivariana de Venezuela)                                   | Республіка      | Венесуельський болівар | Каракас      | 912 050   | 28 047 938  |
|        |      | Гаяна Кооперативна Республіка Гаяна           | англ. Guyana (Co-operative Republic of Guyana)                                        | Республіка      | Гаянський долар        | Джорджтаун   | 214 969   | 741 908     |
|        |      | Еквадор Республіка Еквадор                    | ісп. Ecuador (República del Ecuador)                                                  | Республіка      | Долар США              | Кіто         | 283 561   | 15 223 680  |
|        |      | Колумбія Республіка Колумбія                  | ісп. Colombia (República de Colombia)                                                 | Республіка      | Колумбійське песо      | Богота       | 1 138 910 | 45 239 079  |
|        |      | Парагвай Республіка Парагвай                  | ісп. Paraguay (República del Paraguay) (гуар.) (Tetã Paraguái)                        | Республіка      | Парагвайський гуарані  | Асунсьйон    | 406 752   | 6 541 591   |
|        |      | Перу Республіка Перу                          | ісп. Perú (República del Perú) кеч. Piruw (Piruw Mama Llaqta) айм. Piruw (Piruw Suyu) | Республіка      | Новий перуанський соль | Ліма         | 1 285 216 | 29 549 517  |
|        |      | Суринам Республіка Суринам                    | нід. Suriname (Republiek Suriname)                                                    | Республіка      | Суринамський долар     | Парамарибо   | 163 820   | 560 157     |
|        |      | Уругвай Східна Республіка Уругвай             | ісп. Uruguay (República Oriental del Uruguay)                                         | Республіка      | Уругвайський песо      | Монтевідео   | 176 215   | 3 316 328   |
|        |      | Чилі Республіка Чилі                          | ісп. Chile (República de Chile)                                                       | Республіка      | Чилійський песо        | Сантьяго     | 756 102   | 17 067 369  |

### Кариби
| Прапор | Мапа | Назва офіційна назва                                | Столиця       |
| ------ | ---- | --------------------------------------------------- | ------------- |
|        |      | Антигуа і Барбуда                                   | Сент-Джонс    |
|        |      | Багамські Острови Співдружність Багамських островів | Нассау        |
|        |      | Барбадос                                            | Бриджтаун     |
|        |      | Гаїті Республіка Гаїті                              | Порт-о-Пренс  |
|        |      | Гренада                                             | Сент-Джорджес |
|        |      | Домініка Співдружність Домініки                     | Розо          |
|        |      | Домініканська Республіка                            | Санто-Домінго |
|        |      | Куба Республіка Куба                                | Гавана        |
|        |      | Сент-Вінсент і Гренадини                            | Кінгстаун     |
|        |      | Сент-Кіттс і Невіс Федерація Сент-Кіттс і Невіс     | Бастер        |
|        |      | Сент-Люсія                                          | Кастрі        |
|        |      | Тринідад і Тобаго Республіка Тринідад і Тобаго      | Порт-оф-Спейн |
|        |      | Ямайка                                              | Кінгстон      |

## Території
| Прапор | Мапа | Назва офіційна назва                               | Назва державною мовою                                                                                   | Приналежність   | Валюта                             | Столиця         | Площа     | Населення |
| ------ | ---- | -------------------------------------------------- | --- | --------------- | ---------------------------------- | --------------- | --------- | --------- |
|        |      | Американські Віргінські острови                    | англ. Virgin Islands of the United States                                                               | США             | Долар США                          | Шарлотта-Амалія | 1 910     | 105,3     |
|        |      | Ангілья                                            | англ. Anguilla                                                                                          | Велика Британія | Східно-Карибський долар            | Валлі           | 91        | 15,4      |
|        |      | Аруба                                              | нід. Aruba пап'ям. Aruba                                                                                | Нідерланди      | Арубський флорін                   | Ораньєстад      | 180       | 107,6     |
|        |      | Бермудські острови                                 | англ. Bermuda (Bermuda Islands)                                                                         | Велика Британія | Бермудський долар                  | Гамільтон       | 54        | 69,1      |
|        |      | Британські Віргінські острови                      | англ. British Virgin Island                                                                             | Велика Британія | Долар США                          | Род-Таун        | 151       | 31,1      |
|        |      | Гваделупа                                          | фр. Guadeloupe ант. креол. Gwadloup                                                                     | Франція         | Євро                               | Бас-Тер         | 1,6       | 405,5     |
|        |      | Ґренландія                                         | гренл. Kalaalit Nunaat                                                                                  | Данія           | Данська крона                      | Нуук            | 2 166 086 | 57,7      |
|        |      | Кайманові острови                                  | англ. Cayman Islands                                                                                    | Велика Британія | Долар Кайманових островів          | Джорджтаун      | 264       | 52,6      |
|        |      | Кюрасао                                            | нід. Curaçao пап'ям. Kòrsou                                                                             | Нідерланди      | Нідерландський антильський гульден | Віллемстад      | 444       | 145,8     |
|        |      | Мартиніка                                          | фр. Martinique                                                                                          | Франція         | Євро                               | Фор-де-Франс    | 1,1       | 403,7     |
|        |      | Монтсеррат                                         | англ. Montserrat                                                                                        | Велика Британія | Східно-Карибський долар            | Плімут          | 102       | 5,2       |
|        |      | Навасса                                            | англ. Navassa Island                                                                                    | США             | —                                  | —               | 5,4       | —         |
|        |      | Південна Джорджія та Південні Сандвічеві острови   | англ. South Georgia and the South Sandwich Islands                                                      | Велика Британія | Фунт стерлінгів                    | Грютвікен       | 3 903     | 20        |
|        |      | Пуерто-Рико Вільно асоційована держава Пуерто-Рико | англ. Puerto Rico (Commonwealth of Puerto Rico) ісп. Puerto Rico (Estado Libre Asociado de Puerto Rico) | США             | Долар США                          | Сан-Хуан        | 13 790    | 3 690,9   |
|        |      | Сен-Бартелемі Заморська спільнота Сен-Бартелемі    | фр. Saint-Barthélemy (Collectivité de Saint-Barthélemy)                                                 | Франція         | Євро                               | Густавія        | 21        | 7,3       |
|        |      | Сен-Мартен Заморська спільнота Сен-Мартен          | фр. Saint-Martin (Collectivité de Saint-Martin)                                                         | Франція         | Євро                               | Маріго          | 54,4      | 31,0      |
|        |      | Сінт-Мартен                                        | нід. Sint Maarten англ. Sint Maarten                                                                    | Нідерланди      | Нідерландський антильський гульден | Філіпсбург      | 34        | 39,1      |
|        |      | Сен-П'єр і Мікелон                                 | фр. Saint-Pierre-et-Miquelon                                                                            | Франція         | Євро                               | Сен-П'єр        | 242       | 5,8       |
|        |      | Острови Теркс і Кейкос                             | англ. Turks and Caicos Islands                                                                          | Велика Британія | Долар США                          | Коберн-Таун     | 948       | 46,4      |
|        |      | Фолклендські острови                               | ісп. Falkland Islands                                                                                   | Велика Британія | Фолклендський фунт                 | Порт-Стенлі     | 12 173    | 3 140     |
|        |      | Французька Гвіана                                  | фр. Guyane (Guyane Française)                                                                           | Франція         | Євро                               | Каєнна          | 83 354    | 217 000   |